# ETRHB Haddad
Pour les articles homonymes, voir Haddad.
ETRHB Haddad (acronyme de l'Entreprise des travaux routiers, hydrauliques et bâtiments) est un groupe privé algérien du secteur du bâtiment et travaux publics. Il est spécialisé dans les travaux routiers et ferroviaires. Il est connu aussi par son fondateur Ali Haddad qui est par ailleurs patron de presse, dirigeant du club de football l'USM Alger et président du patronat algérien.

## Histoire
L'Entreprise familiale de BTP est créée dans la région d'Azzefoun en 1987. Elle débute avec des projets dans la wilaya de Tizi Ouzou.
À partir des années 2000, le groupe obtient de très nombreux contrats et des chantiers importants notamment des trémies à Alger, associé au groupe français Razel en 2002. Le tramway d'Alger en 2006 (en tant que partenaire GC d'un Groupement dont ALSTOM est chef de file), l'Autoroute Est-Ouest en 2006, la 2e rocade d'Alger en 2009, l'autoroute Nord-Sud en 2011.
En 2015, le capital social de l'entreprise est de 13 milliards de dinars (130 millions €).
En 2021, après la condamnation d'Ali Haddad, le groupe est confisqué par la justice algérienne.

## Évolution du chiffre d'affaires
- 2007 : 190 millions €
- 2008 : 310 millions €
- 2009 : 380 millions €[4]

## Principales réalisations
Le groupe ETRHB Haddad a notamment réalisé :
- La cimenterie de Djelfa, en partenariat avec le groupe chinois CSCEC[5].
- Le stade Hocine-Aït-Ahmed, en partenariat avec le groupe espagnol FCC Construction puis avec le turc Mapa[6].
- La pénétrante de Djen-Djen, par un groupement algéro-italien (48% Rizzani de Eccher, 47% ETRHB et 5% Sapta)[7].

## Dirigeants
- Ali Haddad : depuis 1987